# Salman bin Ibrahim Al Khalifa
Sheikh Salman bin Ibrahim Al Khalifa (tiếng Ả Rập: سلمان بن ابراهيم آل خليفة; sinh ngày 2 tháng 11 năm 1965 tại Bahrain) là một cựu cầu thủ và quan chức trong lĩnh vực bóng đá người Bahrain. Tính đến  năm 2023, ông là Phó Chủ tịch Thường trực của Liên đoàn bóng đá thế giới. Ông là Chủ tịch thứ 10 của Liên đoàn bóng đá châu Á từ ngày 2 tháng 5 năm 2013. Trước đó, ông từng là Chủ tịch Hiệp hội bóng đá Bahrain từ năm 2002 đến năm 2013, đồng thời cũng là Chủ tịch Ủy ban Kỷ luật của AFC và Phó Chủ tịch Ủy ban Kỷ luật của FIFA.
Ông cũng là thành viên của đại gia đình Al-Khalifa, một gia đình hoàng gia ở Bahrain, và từng bị cáo buộc liên quan đến việc đàn áp những người bất đồng chính kiến kể từ khi diễn ra sự kiện Mùa Xuân Ả Rập ở Bahrain.

## Tiểu sử và sự nghiệp
Salman bin Ibrahim Al Khalifa sinh ngày 2 tháng 11 năm 1965 tại Bahrain. Ông là thành viên trong đại gia đình Al Khalifa, một đại gia đình hoàng gia ở Bahrain. Ông là con trai thứ hai của Ibrahim bin Hamad al-Khalifa và Aisha bint Salman al-Khalifa, con gái của Quốc vương Bahrain Salman bin Hamad Al Khalifa I, trị vì từ năm 1942 cho đến khi qua đời vào năm 1961.
Ông tốt nghiệp Đại học Bahrain với bằng cử nhân Anh học và lịch sử.

## Sự nghiệp bóng đá

### Riffa SC
Salman đã gắn bó với bóng đá suốt nhiều năm, kể từ đầu những năm 1980 khi ông thi đấu cho đội trẻ Câu lạc bộ bóng đá Riffa.

### Hiệp hội bóng đá Bahrain
Kể từ khi rời Câu lạc bộ bóng đá Riffa để tập trung cho việc học tập, Salman đã đảm nhận các chức vụ quan trọng tại Hiệp hội bóng đá Bahrain. Năm 1996, ông trở thành Giám đốc Kỹ thuật của đội tuyển quốc gia Bahrain. Năm 1998, ông được bầu làm Phó chủ tịch của Hiệp hội bóng đá Bahrain. 4 năm sau (2002), ông được bầu làm Chủ tịch của Hiệp hội này cho đến năm 2013, khi ông trở thành Chủ tịch thứ 10 của Liên đoàn bóng đá châu Á.
Trong thời gian tại vị, ông đã tạo ra một "thế hệ vàng" cho bóng đá Bahrain. Đội tuyển quốc gia của nước này đã tiến đến vòng play-off liên lục địa của hai kỳ World Cup 2006 và 2010, đạt hạng tư tại Cúp bóng đá châu Á 2004, giúp cho bóng đá Bahrain đạt thứ hạng cao nhất lịch sử, vị trí thứ 44 trên Bảng xếp hạng FIFA.

### Liên đoàn bóng đá châu Á
Vào tháng 5 năm 2013, Salman được bầu làm Chủ tịch Liên đoàn bóng đá châu Á, đồng thời ông cũng trở thành thành viên Ban chấp hành FIFA. Ngay sau khi đắc cử, ông đã thay đổi Điều lệ của AFC, dẫn đến việc Hoàng tử Ali bin Al Hussein (người Jordan) mất ghế trong Ủy ban điều hành của FIFA và gây ra sự rạn nứt trong mối quan hệ của hai người.
Vào ngày 6 tháng 4 năm 2019, Salman tiếp tục tái đắc cử Chủ tịch AFC nhiệm kỳ 2019–2023, được sự ủng hộ của Liên đoàn bóng đá Úc, bất chấp những lo ngại về những cáo buộc vi phạm nhân quyền của ông bị cựu danh thủ Craig Foster nêu ra.
Ông tiếp tục đắc cử Chủ tịch AFC tại Đại hội lần thứ 33 của AFC vào tháng 2 năm 2023, đảm nhận chức vụ này đến năm 2027.

### Liên đoàn bóng đá thế giới
Salman từng giữ chức đồng chủ tịch Ủy ban Kỷ luật của Giải vô địch bóng đá thế giới, Giải vô địch bóng đá bãi biển thế giới và Giải vô địch bóng đá các câu lạc bộ thế giới. Ông từng là Phó Chủ tịch Ủy ban Kỷ luật của FIFA tại Bắc Kinh (Trung Quốc) vào năm 2008. Ông trở thành Ủy viên Ban Chấp hành Liên đoàn bóng đá thế giới vào năm 2013, với tư cách là Chủ tịch của AFC.
Vào ngày 15 tháng 10 năm 2015, ông nộp đơn xin ứng cử vào vị trí Chủ tịch của FIFA sau cuộc bầu cử vào tháng 2 năm 2016, nhưng ông sau đó bị Tổng Thư ký của UEFA Gianni Infantino đánh bại. Điều này được cho là do ông bị cáo buộc có liên quan đến việc đàn áp tàn bạo những người tham gia biểu tình ủng hộ dân chủ ở Bahrain kể từ khi diễn ra sự kiện Mùa xuân Ả Rập ở Bahrain vào năm 2011.

## Bị cáo buộc vi phạm nhân quyền
Các nhà hoạt động nhân quyền như Tổ chức Theo dõi Nhân quyền, Nhân quyền ở Bahrain và Viện Nhân quyền và Dân chủ Bahrain đã cho rằng: Salman đứng đầu một tổ chức có nhiệm vụ xác định các cầu thủ bóng đá người Bahrain và các vận động viên khác tham gia vào cuộc nổi dậy ở Bahrain vào năm 2011 trong sự kiện Mùa xuân Ả Rập. Nhiều người bị bỏ tù và/hoặc bị tra tấn.
Hoàng tử Nasser đã ban hành các Sắc lệnh Hoàng gia cho phép Quân đội thành lập các Tòa án Quân sự để đối phó với những người tham gia biểu tình dân chủ trong sự kiện Mùa xuân Ả Rập, lúc đó Salman đang là Tổng Thư ký của Hội đồng Thanh niên và Thể thao Tối cao Bahrain. Sau đó, ông đứng đầu một ủy ban được thành lập để điều tra ra "những vi phạm của các cá nhân có liên quan đến các phong trào thể thao trong những sự kiện gần đây xảy ra ở Bahrain". Hiệp hội bóng đá Bahrain (lúc đó Salman đang giữ chức chủ tịch) đe dọa sẽ trừng phạt những phần tử đã tham gia các cuộc biểu tình hoặc bất kỳ các hành động nào khác nhằm "lật đổ chế độ chính quyền của quốc gia". Khoảng 150 vận động viên và các nhà quản lý đã bị bắt theo sắc lệnh này, và một số người đã cáo buộc rằng họ phải chịu đựng sự tra tấn dã man trong thời gian bị tạm giam. Sau khi ban đầu từ chối trả lời các câu hỏi và giữ im lặng về vai trò của mình, ông đã phủ nhận tất cả các cáo buộc liên quan đến vi phạm nhân quyền, gọi các cáo buộc nói trên là "những lời nói dối sai trái, khó chịu, vô căn cứ".
Một số vận động viên, chẳng hạn như cựu danh thủ Hakeem al-Araibi, người đã từng thi đấu cho đội tuyển quốc gia Bahrain, đã trốn khỏi đất nước trong các cuộc thanh trừng vào những năm sau đó. Anh khẳng định rằng Salman đã biết về vụ tra tấn. Al-Araibi trở thành chủ đề của một chiến dịch nhân quyền quốc tế mang tên #savehakeem vào đầu năm 2020, và ba năm sau anh là nhân vật chính trong một bộ phim tài liệu, sau khi anh bị bắt giữ và tạm giam ở Thái Lan, nơi anh cùng vợ đi nghỉ, sau lệnh truy nã đỏ của Interpol do phía Bahrain đưa ra.